# Бенедикта Генрієтта Пфальцька
Бенедикта Генрієтта Філіпіна Пфальц-Зіммернська (нім. Benedikta Henriette Philippine von der Pfalz-Simmern, 14 березня 1652 — 12 серпня 1730) — німецька аристократка XVII—XVIII століть, донька пфальцграфа Едварда Зіммернського та принцеси Анни Ґонзаґи-Неверської, дружина герцога Брауншвейг-Люнебурзького та князя Каленберзького Йоганна Фрідріха.

## Біографія
Народилась 14 березня 1652 року у Парижі. Була четвертою дитиною та третьою донькою в родині пфальцграфа Едварда Зіммернського та його дружини Анни Ґонзаґи-Неверської. Мала старших сестер Луїзу Марію та Анну Генрієтту. Брат помер немовлям до її народження.
Мешкало сімейство у Парижі. Доньки виховувалися у католицькому дусі. Батька не стало, коли Бенедикті Генрієтті було 11 років. Матір більше не одружувалася. За словами італійського історика Джованні Баттісти Інтри, вона «тримала один з найвизначніших літературних салонів у перші роки правління Людовіка XIV». 
Була видана заміж у 16-річному віці за 43-річного герцога Брауншвейг-Люнебурзького та князя Каленберзького Йоганна Фрідріха. Вінчання відбулося 30 листопада 1668 року у Ганновері. Наречена прибула до міста за кілька тижнів до церемонії — 9 листопада 1668 року, про що свідчить мідна гравюра Георга Фрідріха Гримма. 
З нагоди весілля відбулася прем'єра опери «Аделаїда» композитора Антоніо Сарторі.
Бенедикта привезла із собою багато французьких придворних, що сприяло розквіту бароко у Ганновері. На її прохання Йоганн Фрідріх найняв музикантів, які пройшли навчання у французькому стилі, у тому числі співачку Анну Софі Бонн. Герцогиня також просувала італійську оперу і сама музиціювала. Вважалася дуже невимогливою, оскільки була задоволена, коли «мала свої книги та гітару».
У подружжя народилося четверо доньок. Наприкінці 1679 року Йоганн Фрідріх помер. Герцогиня з доньками після цього переїхала до Франції, де мешкала у своєї кузини Лізелотти. Згодом певний час прожила в Модені, при дворі свого зятя Рінальдо, проте швидко залишила Італію, оскільки він погано поводився з нею. Повернувшись знову до Франції, оселилася у своєї сестри Анни Генрієтти. Весь цей час продовжувала листування з Готфрідом Вільгельмом Ляйбніцем, який з 1767 року був радником і бібліотекарем її чоловіка.
Померла 12 серпня 1730 року в Аньєр-сюр-Сен. Була похована у князівській крипті замкової церкви Ганноверу. Нутрощі знаходяться у церкві Святої Женевьєви в Аньєр-сюр-Сен.

## Родина
Чоловік — Йоганн Фрідріх
Діти:
- Анна Софія (1670—1672) — прожила 2 роки;
- Шарлотта Феліцита (1671—1710) — дружина герцога Модени та Реджо Рінальдо III, мала семеро дітей;
- Генрієтта Марія (1672—1757) — одружена не була, дітей не мала;
- Вільгельміна Амалія (1673—1742) — дружина імператора Священної Римської імперії Йозефа I Габсбурга, мала сина та двох доньок.